# Castillo de Häme

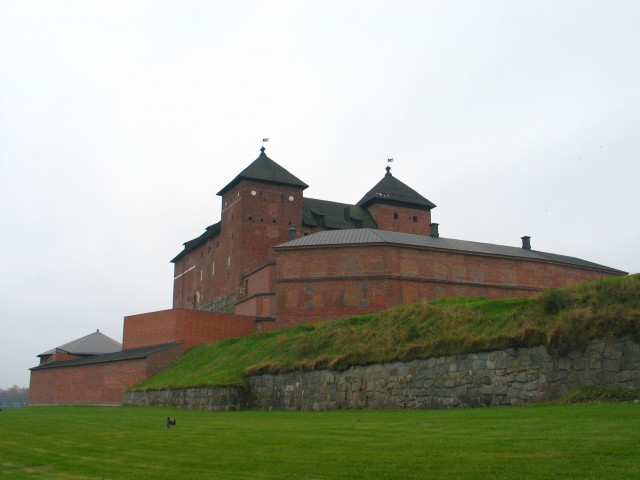
Castillo de Häme actualmente.

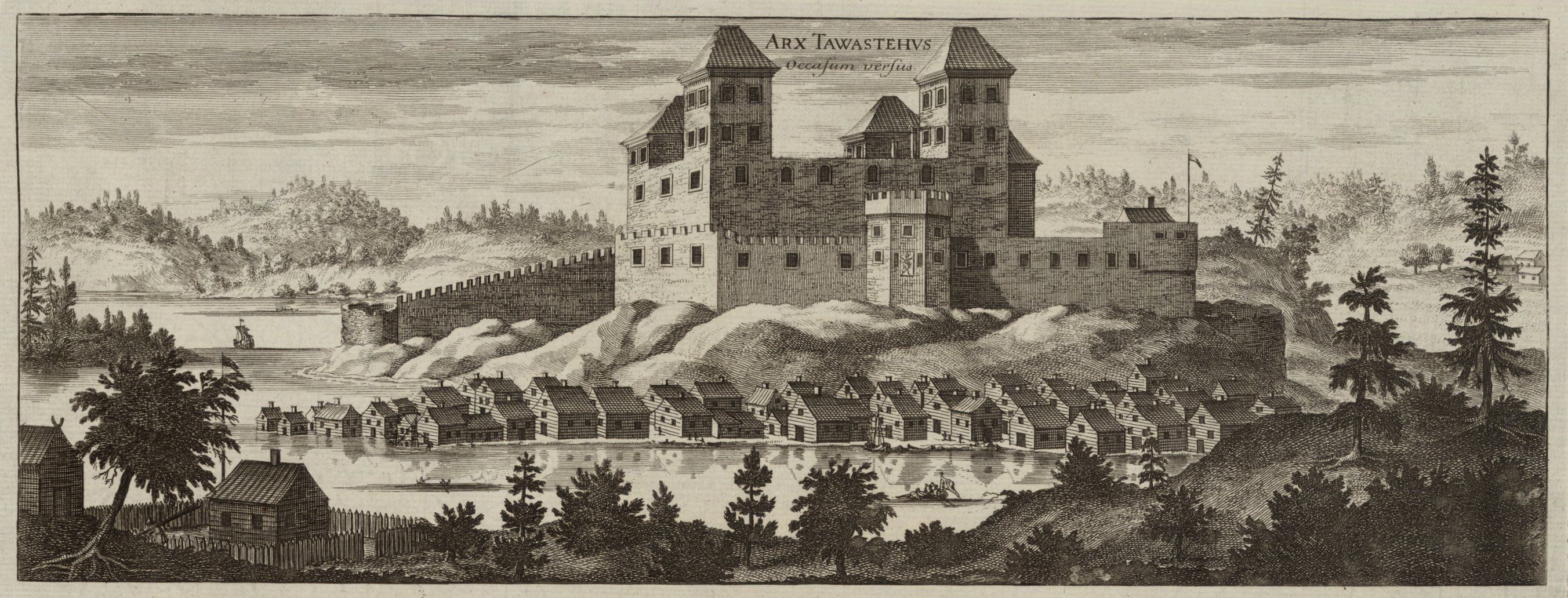
El castillo de Häme Castle a finales de 1650.

El Castillo de Häme (en finés Hämeen linna y en sueco Tavastehus slott) es un castillo medieval situado en la ciudad de Hämeenlinna, Finlandia. Se encuentra emplazado en el centro de la ciudad, a orillas del lago Vanajavesi, si bien, anteriormente el castillo se encontraba en una isla.
El origen del castillo es controvertido. Tradicionalmente se ha conectado su construcción con la Segunda Cruzada Sueca, lo que lo situaría en la mitad del siglo XIII.
Sin embargo, no hay ningún vestigio del castillo que pueda ser fechado en un período anterior a 1320. También se ha cuestionado seriamente el origen de su leyenda en la Segunda Cruzada. En esta fecha, alrededor de 1300, existía una fortificación a unos 20 kilómetros, el Castillo de Hakoinen. En un documento real de 1308 sólo se hace mención a un castillo ("Tauestahus") en Tavastia. Además, la Crónica Rusa de Novgorod sólo menciona un castillo durante su saqueo de Tavastia en 1311, su descripción parece encajar con el castillo Hakoinen.
La construcción del castillo de Häme probablemente comenzó después de la invasión Novgorod. El primer castillo era de piedra gris y posteriormente se utilizó ladrillo.
El castillo perdió importancia militar a finales del siglo XVI. Sus sistemas defensivos se actualizaron en el siglo XVIII con bastiones alrededor del castillo. El castillo se convirtió en prisión en el siglo XIX y sirvió como tal hasta 1953, cuando se iniciaron los trabajos de restauración. El castillo ha sido un museo desde 1988 y las instalaciones también se pueden alquilar para eventos privados.